# Прапор Оріхова
Пра́пор Оріхова затверджений рішенням Оріхівської міської ради 15 лютого 2001 року.
Автором проєкту прапора є А. Гречило.

## Опис
Жовте квадратне полотнище розділене навхрест червоною вертикальною і синьою горизонтальною смугами. У верхній чверті від древка — червоний лісовий горіх з зеленими листям.

## Зміст
Червона смуга означає Муравський чумацький шлях із Криму, над яким виникло поселення, розвиток промисловості і торгівлі. Синя смуга уособлює річку Конку, вказує на колишню межу земель Війська Запорозького. Горіх ліщини є номінальним символом, який розкриває назву міста, що виникло на перетині річки і торговельного шляху. Жовте поле означає багатство земель Степової України. Утворений смугами хрест підкреслює давні козацькі традиції.